# Eric Brandon
Eric Brandon (East Ham, Londres, Inglaterra, 18 de julho de 1920 – Gosport, Hampshire, Inglaterra, 8 de agosto de 1982) foi um automobilista inglês.
Brandon participou de 5 Grandes Prêmios de Fórmula 1, tendo como melhor resultado um oitavo lugar na Suíça em 1952.